# Lista de personagens de Devil May Cry
Esta é uma lista dos principais personagens da série de jogos de computador e videogame Devil May Cry.

## Série Principal

### Protagonistas

#### Dante
Dante é o protagonista principal da série. Ele é um mercenário especializado em casos paranormais,e foi o personagem principal jogável em Devil May Cry nos três primeiros jogos. Ele é conhecido principalmente pelo seu cabelo prateado e curto,seu traje vermelho e sua atitude arrogante.Como arma,ele usa suas tradicionais pistolas "Ebony" e "Ivory",assim como "Rebellion",uma espada longa.

#### Trish
Um demônio criado por Mundus para ser exatamente idêntica a Eva,mãe de Dante,com o objetivo principal de enganá-lo e fragilizá-lo.Ela acaba por desenvolver sentimentos por Dante,juntando-se assim ao filho de Sparda.Como resultado de sua natureza demoníaca,Trish possui uma força sobrenatural,assim como Dante,podendo manipular raios para atingir o inimigo de longe,seja levitando ou não.
Durante um curto período de tempo em Devil May Cry 4,Trish se disfarça de Gloria,uma executiva dos Holy Knights (cavaleiros sagrados),com intuito de espiar a Order of the Sword (ordem da espada).Ela leva a espada de Sparda até Sanctus,o que lhe dá bastante prestigio e confiança da ordem.Por causa do seu aspecto e ascensão à ordem,muitos membros suspeitam dela,mas reconhecem suas habilidades de combate.Trish usa como arma duas pistolas e uma das lendárias espadas de Sparda,a Force Edge.
Trish é dublada por Sarah Lafleur no primeiro Devil May Cry. Danielle Burgio em Devil May Cry 4 e Marvel vs Capcom 3. Atsuko Tanaka (Japonês) e Luci Christian (Inglês) no anime.

#### Lady
Lady apareceu pela primeira vez em Devil May Cry 3: Dante's Awakening e,mais tarde,no spin-off do mangá, anime, Devil May Cry 4 e em Devil May Cry 5.Seu verdadeiro nome é Mary Ann,filha de Arkham,um dos inimigos de Devil May Cry 3.No jogo,ela aparece em várias cenas,lutando contra Dante,ao qual acha ser como todos os demônios,mas no final vê que ele não é como os que caça,e decide ajudá-lo.Lady acabou dando a ideia do nome da loja "Devil May Cry" de Dante,na sua tentativa de confortá-lo após a perda do irmão.
Lady é uma mulher branca de cabelos curtos,carregando consigo inúmeras pistolas e metralhadoras,além de um lança foguetes com laminas nas pontas nomeado Kalina-Ann(nome de sua falecida mãe).Ela trabalha na Devil May Cry,mas na maioria das vezes faz trabalhos individuais e não em dupla como Dante e Trish.Assim como Arkham,seus olhos são de cores distintas (Heterocromia).
Ela é dublada por Kari Wahrlgren em Devil May Cry 3 e Devil May Cry 4. Kate Higgins em Devil May Cry 4: Special Edition e Devil May Cry 5. Sua captura de movimento foi fornecida por Stephanie Cheeva em Devil May Cry 3, por Laura Napoli em Devil May Cry 4 e por Andrea Tivadar em Devil May Cry 5. Ela foi dublada por Fumiko Orikasa na série animada e na versão em Inglês por Melissa Davis.

#### Nero
Nero é o protagonista de Devil May Cry 4 e Devil May Cry 5.Ele é um dos Holy Knight da Order of the Sword,uma ordem religiosa que idolatra Sparda.Ele é um orfão criado pela ordem,na cidade de Fortuna.Após combater Dante durante um rápido encontro,Nero teve a ingrata tarefa de persegui-lo,após este ter assassinado Sanctus.
Quando Nero descobre que muitos dos guardas que Dante matou na catedral eram demônios, ele decide descobrir os verdadeiros propósitos e intenções da ordem." Nero acredita inicialmente que Dante é um inimigo,mas com o passar da história ele descobre que a ordem era de fato o inimigo que ele deveria estar lutando.Nero muda de lado,tornando-se um renegado,inicialmente em busca de respostas,e em dado momento,procura salvar Kyrie,seu amor e amiga de infância.
No final,Nero e Dante unem forças para derrotar Savior,uma estátua gigante possuída por Sanctus,o demônio arquiteto de todo mal do jogo.Após a luta,Nero decide devolver à Dante a espada Yamato (que originalmente pertencia ao irmão de Dante,Vergil.No desenrolar da história é revelado que esta caiu nas mãos da ordem,e consequentemente nas mãos de Nero,este sendo reconhecido pela espada como um manipulador digno de usá-la).Dante recusa a espada e confia ela a Nero.
Nero empunha uma espada chamada Red Queen e um revólver chamado Blue Rose. Ele também usa o "Devil Bringer", seu braço demoníaco direito como arma.Depois que ele adquire a Yamato,ele consegue realizar o Devil Trigger,que convoca um avatar semelhante a Nelo Angelo para lutar junto dele.
Nero possui uma ligação misteriosa com a família de Dante,sendo que Devil May Cry 4 não explica o fato com bastante profundidade. Sanctus,líder da Ordem,menciona que Nero tem o sangue de Sparda correndo em suas veias.Além disso,a espada de Vergil responde ao chamado de Nero durante sua captura,e lhe concede a forma Devil Trigger da mesma forma que a espada Rebellion faz por Dante.Acredita-se que Nero seja de fato filho de Vergil,por meio de muitas evidências (como a sua conexão e familiaridade com a espada yamato,golpes que lembram muito os de Vergil,além de algumas frases mencionadas por Nero e Vergil como:´´Blast!`` e ´´Begone!``).
Com a chegada do Devil May Cry 5 a teoria de que Nero é filho de Virgil foi confirmada.
Nero é dublado por Johnny Yong Bosch em Devil May Cry 4 e Devil May Cry 5.

#### Lucia
Lucia, junto com Dante, é um dos dois principais protagonistas de Devil May Cry 2. Uma lutadora ágil, ela usa duas adagas curvadas esculpidas. Como Dante, ela pode usar o Devil Trigger (transformar-se em uma "harpia", um demônio de luz semelhante a um pássaro). Lucia é dublada por Françoise Gralewski.
Lucia é um membro do Protectorado, um clã de guardiões do Vie de Marli com o sangue dos demônios. Ela convida Dante para sua ilha para que sua mãe adotiva, Matier, possa pedir a ele para ajudá-los a derrotar Arius (um homem que transformou sua terra em um paraíso dos demônios). Dante aceita, e ele e Lucia começam suas missões. O jogador depois descobre que Lucia é na verdade Chi, um demônio criado por Arius, mas abandonado como defeituoso. Quando ela chega a Arius, Dante já o derrotou e dirige sua motocicleta até o mundo dos demônios para deter um antigo demônio. Depois que Dante sai, Arius (agora um monstro) se ergue das ruínas e ataca Lúcia; ela o derrota e aguarda o retorno de Dante.

#### V
V é um dos Protagonistas de Devil May Cry 5, juntamente com Dante e Nero. Ele uma figura misteriosa que contratou Dante para ir com ele a Red Grave City para subjugar Urizen, revelando finalmente ser a humanidade descartada de Vergil tentando se fundir com Urizen à sua forma original. Em batalha, V usa três familiares de demônios criados a partir de memórias de traços de Nelo Angelo para enfraquecer seus oponentes para acertar o golpe mortal. Após a restauração de Vergil, agora seres totalmente independentes, o Griffon, semelhante a um falcão, lidera a Sombra parecida com uma Pantera e o Pesadelo de Golem para atacar Dante por livre e espontânea vontade e morreu lutando contra ele. V é um movimento capturado e dublado por Brian Hanford em inglês, e é dublado por Kōki Uchiyama na versão japonesa.

### Antagonistas

#### Vergil
Vergil é o irmão gêmeo de Dante e o principal antagonista de Devil May Cry 3.Apesar de serem gêmeos, a personalidade de Vergil é completamente oposta à de Dante. Vergil é calmo,frio e reservado.Ele não usa armas de fogo,afirmando que estas não são armas de um verdadeiro guerreiro.Ao contrário de Dante, Vergil abraçou desde início a herança e identidade demoníaca de seu pai Sparda.
Ele sempre almejou o poder,provavelmente para compensar o fato de não ter conseguido proteger sua mãe Eva do ataque demoníaco que a matou. Com a ajuda de Arkham,Vergil tentou erguer de novo a torre Temen-ni-gru,portal para o mundo demoníaco. Para quebrar o feitiço de Sparda, Vergil precisaria da espada e sangue do pai, assim como as duas metades do amuleto perfeito, entregue por Eva a ele e Dante.
Após obter o amuleto do irmão numa luta, e de Arkham abrir o último selo, Vergil combate novamente Dante, sendo traído por Arkham. Junto de Dante,Vergil derrota Arkham, e entra para o mundo demoníaco, a fim de tomar os poderes de Sparda para si. Lá, Dante e Vergil travam uma última batalha, a qual Vergil perde. Ele decide ficar no mundo demoníaco, enquanto Dante regressa para o mundo humano.
Lá, Vergil combate o príncipe das trevas Mundus, pelo qual é corrompido, se tornando Nelo Angelo, ainda conservando sua metade do amuleto. Os caminhos de Dante e Vergil se cruzam mais uma vez depois de muito tempo, e após três batalhas contra Dante, sem este reconhecer a verdadeira identidade de Nelo Angelo, Vergil é derrotado, deixando a metade do amuleto para trás, com a qual Dante abre o portal para o mundo demoníaco. Seus pais deixaram para Vergil como legado a espada Yamato e metade do amuleto perfeito, pelos quais apesar de sua frieza, tem um grande zelo e "carinho".
Vergil é dublado por Daniel Southworth em Devil May Cry 3, em Ultimate Marvel Vs Capcom 3 e em Devil May Cry 5,e por Hiroaki Hirata na voz japonesa.Como Nelo Angelo,foi dublado por David Keeley,e por Jonathan Mallen,quando criança.

#### Urizen
Urizen, o principal antagonista em Devil May Cry 5, é a metade demoníaca de Vergil que surgiu quando Vergil usou a Yamato para purificar sua humanidade e se tornar um demônio completo. Urizen continua a plantar a arvore Qliphoth em Red Grave City para que ele possa adquirir sua fruta para se tornar o governante indiscutível do submundo, apenas para ser derrotado por Dante e absorvido por sua outra metade V. Urizen é dublado por Daniel Southworth na versão em Inglês e Shunsuke Sakuya na versão japonesa.

#### Mundus
Mundus é o antagonista primário do primeiro Devil May Cry.Ele foi derrotado pelo legendário cavaleiro negro Sparda a dois milênios atrás,estabelecendo o cenário da série.O pouco que é revelado sobre Mundus na série é que há dois mil anos,ele nasceu nas profundezas do mundo demoníaco,e rapidamente subiu no poder,tornando-se o imperador das trevas.Ele planejou liderar um ataque ao mundo humano,mas um de seus generais,Sparda,rebelou-se para salvar a humanidade.Sozinho,ele derrotou Mundus e seus exércitos,selando o portão principal para o mundo demoníaco.

#### Arkham
Arkham é um personagem do Devil May Cry 3 e é um dos principais adversários,juntamente com Vergil.Um indivíduo misterioso e sombrio,marcado com queimaduras em seu rosto (que parecem pulsar em alguns pontos,possivelmente por causa de seus meio-traços demoniacos),ele também sofre de heterocromia (um olho é azul,e o outro é castanho).Arkham já foi humano, mas desde então se tornou um demônio,sacrificando a própria esposa para fazer isso.Cruel e ganancioso,Arkham almeja ter o poder do legendário cavaleiro negro Sparda.Para isso,ele precisaria quebrar o lacre entre o mundo demoníaco na torre conhecida como Temen-ni-gru.Declarações de sua filha Lady sugerem que Arkham nunca teve estas intenções cruéis,até ter conhecimento nos poderes demoníacos.

#### Sanctus
Sanctus é um personagem do Devil May Cry 4 é um dos principais adversários, juntamente com Agnus. Ele foi um dos fundadores da Ordem de Sparda junto com Credo e Agnus que buscavam a maneira de liberar o poder de Sparda. Durante a apresentação da seita, Sanctus é aparentemente é morto pelo Dante mais no decorrer do jogo ele revela que estava vivo e suas reais inteções. Ele é morto pelo Nero e pelo Dante.

#### Agnus
Agnus é um personagem do Devil May Cry 4 é um dos principais adversário, juntamente com Sanctus. Ele foi um dos fundadores da Ordem de Sparda junto com Credo e Sanctus que buscavam a maneira de liberar o poder de Sparda. Ele é perito em técnologia além de se sentir orgulho de si mesmo é de suas criações demoniacas. Ele foi morto pelo Dante.

#### Arius
Arius, o principal antagonista de Devil May Cry 2, é um homem de negócios insano e rico que é dono de uma empresa internacional, a Uroboros. Ele quer encontrar o lendário Arcana, artefatos que lhe permitiriam levantar Argosax do reino demoníaco e usar seu poder para controlar o mundo Humano no início do jogo, Arius tem acesso a magias poderosas (o que lhe permite lutar contra caçadores de demônios como Dante) e pode criar seus próprios demônios. Perto do final do jogo, no cenário de Lucia, Arius sobrevive sua batalha com Dante. Infundido com o poder de Argosax, ele ataca Lúcia (primeiro como uma versão demoníaca de si mesmo). Quando ele começa a perder, ele se transforma em uma criatura gigante.

### Outros personagens

#### Eva
Eva é uma humana, mãe dos gêmeos Dante e Vergil .Não se sabe muito sobre ela. Sparda deu-lhe o amuleto perfeito,que mais tarde foi dividido em dois,e entregue aos seus filhos como legado de Sparda. Trish,presente no primeiro jogo da série foi criada para ser igual a Eva.
Eva foi assassinada enquanto protegia seus filhos durante um ataque de demônios enviados por Mundus.A sua morte seria o fato que moldou a personalidade dos seus filhos.É possível ouvir a voz de Eva no primeiro jogo da série,quando Dante derrota Nelo Angelo e percebe que este era na verdade Vergil. Ela reaparecera em Devil May Cry 5 em um flashback.

#### Sparda
Sparda era um dos cavaleiros mais poderosos do imperador das trevas Mundus.Ele se rebelou contra o imperador,e para o bem do mundo humano,conseguiu aprisionar Mundus e seu exército sozinho,fechando as entradas para o reino demoníaco.Para fechar um dos portões,Temen-ni-gru,Sparda deu seu sangue e o de uma mulher mortal,usando o amuleto perfeito.Os seus poderes ficaram presos do outro lado,sendo apenas despertado com o amuleto perfeito.
Após derrotar o senhor das trevas,Sparda liderou o mundo dos humanos, desaparecendo pouco tempo depois.É mencionado que antes de desaparecer,Sparda teve dois aprendizes:Baal e Amosdeus.No século XX,Sparda reapareceu e apaixonou-se por uma mulher humana,Eva,com quem teve dois gêmeos.Ele viveu pouco tempo com a família,desparecendo novamente.Alguns acreditam que Sparda morreu,mas Dante pensa que ele só ´´tirou férias``.

#### Nell Goldstein
Nell Goldstein é uma personagem que aparece no primeiro volume do Romance de Shinya Goikeda, ela cria armas e outros equipamentos sendo que ela criou a Ebony e a Ivory de Dante. Ela tem uma neta chamada Nico (que aparece no Devil May Cry 5).

#### J.D. Morrisson
J.D. Morrisson é um personagem que apareceu pela primeira vez em Devil May Cry The Animated Series. Ele é um agente de Dante, ele aparecerá em Devil May Cry 5 com uma aparência reimaginada.
Ele foi dublado no anime por: Rob Mungle e Akio Ōtsuka (no japão).

## Série paralela/Reboot(DmC)

### Protagonistas

#### Dante
DmC: Devil May Cry apresenta um Dante diferente de um universo paralelo e não-canônico com a série original.Esta versão de Dante se trata de um "Nephilim", descrito na mitologia do jogo como um híbrido meio-anjo e meio-demônio.Apesar da aparência e visual diferente do conhecido Dante,vemos um protagonista com personalidade bastante semelhante ao antigo.Impulsivo,rebelde e com grande aptidão a um humor-negro,Dante manipula como arma uma foice(embora possa ser modificada por meio de DlCs),e com ela,pode desferir golpes incrivelmente devastadores.Seu devil trigger permite levitar todos os inimigos na área,dando-lhe a possibilidade de atacá-los numa forma bem semelhante ao do velho Dante.
No enredo,Dante se encontra na cidade de Limbo,cidade dominada pelos demônios,que escravizam e ditam o mundo com suas próprias regras.Considerado perigoso devido ao seus constantes ataques ´´anarquistas``,Dante logo é contactado por uma mulher chamada de Kat,que o leva até o chefe da "The Order",uma organização vista pela imprensa como terrorista,que luta contra os demónios de Limbo.Vergil é o chefe da "The Order",e recruta Dante para lutar com ele.Durante o jogo,Dante é perseguido por Mundus (interpretado nesta versão como um demônio de aparência humana com um complexo de Deus),que procura matar Dante e a organização.A voz de Dante é provida por Tim Phillips.

#### Kat
Kat é uma das personagens principais de DmC: Devil May Cry.Ela é uma médium e membro da Order.Ela era órfã, e logo foi adotada por um demônio abusivo,o qual ela mais tarde assassinou.Pouco tempo depois, ela conheceu Vergil,que a convenceu a combater os demônios que escravizam a raça humana.Ela encontrou Dante na primeira parte do jogo,e o convenceu a entrar na organização,para libertar a humanidade dos demônios.
Ela tem o poder de ver além do Limbo,um reino que alterna entre a vida após a morte e o mundo físico humano,ao qual Dante, Vergil, Kat, e assim como a maioria das espécies que vivem nos reinos demoníaco ou angelical tem acesso.Kat é posteriormente sequestrada por uma equipe da SWAT enviada por Mundus.Resgatada por Dante,ela explica aos irmãos como entrar no covil de Mundus.Quando Vergil confessa que no final das contas o maior objetivo dele era derrotar Mundus para liderar a humanidade,Kat e Dante temem por ele.Uma discussão ocorre,e os irmãos se envolvem numa luta feroz,a qual Dante sai vitorioso. Dante chega quase ao ponto de matar Vergil,mas Kat convence Dante a parar.Ela também aparece no PlayStation All-Stars Battle Royale como um caráter auxiliar.
Kat é dublada por Sage Mears.

### Antagonistas

#### Mundus
Em DmC: Devil May Cry,Mundus é o principal antagonista que aparece como um homem influente chamado de Kyle Ryder,um banqueiro que controla o mundo através da dívida e controle demoníaco subliminar.Ele e Sparda subiu ranque demoníaco juntos 9.000 anos antes dos eventos do jogo.Ele é derrotado após o portão demoníaco ter sido fechado pelos irmãos.O personagem é dublado Louis Herthum.

#### Vergil
DmC: Devil May Cry apresenta uma nova visão para o personagem Vergil. Assim como Dante, Vergil é filho do demônio Sparda com o anjo Eva, sendo portanto um "Nephilim". Embora os dois fossem criados juntos desde crianças,sua vida foi abalada quando Mundus invadiu a mansão da família e assassinou Eva.Antes de Sparda ser perseguido e preso,ele levou as crianças para bem longe,afim de protegê-los.Sparda apagou suas memórias e separou ambos os irmãos,deixando Dante no Orfanato St. Lamia.
Vergil,no entanto,foi adotado por uma rica casa para viver uma vida de privilégio,na explicação de que ele tinha sofrido amnésia de um acidente de carro.Habilidoso,Vergil escreveu um programa de encriptação de segurança e tornou-se um rico e independente multi-milionário antes de deixar a escola.Ele acabou descobrindo a verdade sobre seu passado e decidiu eliminar Mundus.Para este fim, ele fundou a Order com os fundos de sua habilidade como hacker,e começou a trabalhar para revelar a verdade do mundo para o povo de Limbo,bem como para minar a empresa de Mundus.
Vergil logo contacta Dante,e as memórias são recordadas.Vergil é um estrategista,cauteloso,sangue frio, não se importando no preço que deve oferecer para atingir seus objetivos.No DlC de DmC,Vergil Downfall,é revelado como o herói se tornou frio e obcecado pelo poder,após os eventos de DmC.Consequentemente Vergil se tornará um dos grandes vilões do reboot.